# Ta’Pinu-Klasse
Die Ta’Pinu-Klasse ist eine Klasse von Doppelendfähren der maltesischen Reederei Gozo Channel Line.

## Beschreibung
Die Schiffe der Klasse wurden als Ersatz für zwei zuvor betriebene Doppelendfähren, die Mgarr und die Cittadella, gebaut. Sie waren die ersten Neubauten der Reederei, nachdem zuvor von anderen Reedereien übernommene Schiffe eingesetzt wurden. Der Entwurf der Schiffe basierte auf den beiden zuvor betriebenen Doppelendfähren. Der Bau der Schiffe kostete rund 42 Mio. Maltesische Lira.
Die Schiffe werden von Gozo Channel Line zwischen Mgarr auf Gozo und Ċirkewwa auf Malta eingesetzt. Die Passage zwischen beiden Häfen dauert rund 25 Minuten.
Der Antrieb der Schiffe erfolgt dieselelektrisch durch vier Propellergondeln des Herstellers Ulstein Bergen, von denen jeweils zwei an den beiden Enden der Schiffe angebracht sind. Die Propellergondeln werden von vier Elektromotoren angetrieben. Die beiden Propellergondeln an den jeweiligen Enden der Schiffe werden kombiniert gesteuert.
Für die Stromerzeugung stehen vier Generatoren mit jeweils 1200 kW Leistung zur Verfügung, die von Viertakt-Sechszylinder-Dieselmotoren des Herstellers Norma mit jeweils 1325 kW Leistung angetrieben werden. Als Notgenerator ist ein Generator verbaut, der von einem Caterpillar-Dieselmotor angetrieben wird. Die Schiffe erreichen eine Geschwindigkeit von rund 13 kn.
Die Schiffe verfügen über ein durchlaufendes Fahrzeugdeck. An beiden Enden befindet sich ein nach oben aufklappbares Visier, hinter denen sich jeweils Rampen für das Be- und Entladen der Schiffe befinden. Auf dem Fahrzeugdeck finden 72 Pkw Platz. Die Schiffe sind auf dem Fahrzeugdeck auf beiden Seiten mit einem zusätzlichen, höhenverstellbaren Fahrzeugdeck ausgerüstet. Auf diesen Decks können weitere 66 Pkw befördert werden, so dass die Gesamtkapazität 138 Pkw beträgt. Bei der Ta’Pinu als erstem Schiff der Klasse wurde das höhenverstellbare Deck 2012 nachgerüstet.
Oberhalb des Fahrzeugdecks befindet sich das Passagierdeck. Im Mittschiffsbereich sind die Schiffe mit einem Zugang für Passagiere ausgestattet, die ohne Fahrzeug reisen. Der Zugang ist mit einer Fußgängerrampe ausgerüstet. Oberhalb des Fahrzeugdecks sind an beiden Enden der Fähren Steuerhäuser angebracht.

## Schiffe
| Ta’Pinu-Klasse | Ta’Pinu-Klasse | Ta’Pinu-Klasse | Ta’Pinu-Klasse                                  |
| Bauname        | Baunummer      | IMO-Nummer     | Kiellegung Stapellauf Ablieferung               |
| -------------- | -------------- | -------------- | ----------------------------------------------- |
| Ta’Pinu        | 178            | 9176307        | 28. Januar 1998 30. September 1999 4. März 2000 |
| Gaudos         | 179            | 9176319        | 15. April 1999 8. Januar 2001 23. Februar 2001  |
| Malita         | 180            | 9176321        | 23. November 1999 16. Oktober 2002 März 2002    |

Alle drei Schiffe sind in Valletta registriert und fahren unter der Flagge Maltas.
Die Ta’Pinu ist nach der Basilika ta’ Pinu auf der Insel Gozo, die Gaudos nach einem historischen Namen Gozos und die Malita nach einem historischen Namen Maltas benannt.
Die Ta’Pinu war auf einer 2011 ausgegebenen Briefmarke der Serie „Maritime Malta“ abgebildet.